# Svend Bille
Svend Bille, född 15 juli 1888 i Köpenhamn, död 5 april 1973, var en dansk skådespelare.

## Filmografi (urval)
- 1969 - Olsen-banden på spanden
- 1945 - Panik i familien
- 1932 - Odds 777
- 1913 - Hans og Grethe
- 1912 – Helvetesmaskinen eller Den Röda hanen